# رایان کربی
رایان کربی (انگلیسی: Ryan Kirby؛ زادهٔ ۶ سپتامبر ۱۹۷۴) بازیکن فوتبال اهل بریتانیا است.
از باشگاه‌هایی که در آن بازی کرده‌است می‌توان به باشگاه فوتبال آرسنال، باشگاه فوتبال هورنچورج، باشگاه فوتبال آلدرشات تاون، باشگاه فوتبال ویگان اتلتیک، باشگاه فوتبال دونکستر راورز، باشگاه فوتبال نورث‌همپتون تاون، باشگاه فوتبال پرستون نورث اند، باشگاه فوتبال کرو آلکساندرا، باشگاه فوتبال استیونج، باشگاه فوتبال آلدرشات تاون، باشگاه فوتبال هارلو تاون، و باشگاه فوتبال تاروک، باشگاه فوتبال هارلو تاون، و باشگاه فوتبال بورم‌وود، باشگاه فوتبال هارلو تاون، و باشگاه فوتبال گرایس اتلتیک اشاره کرد.